# Agua de Salud
Agua de Salud è un comune (corregimiento) della Repubblica di Panama situato nel distretto di Ñürüm, comarca di Ngäbe-Buglé. Si estende su una superficie di 133,5 km² e conta una popolazione di 3.049 abitanti (censimento 2010).